# Ramon Casas i Carbó

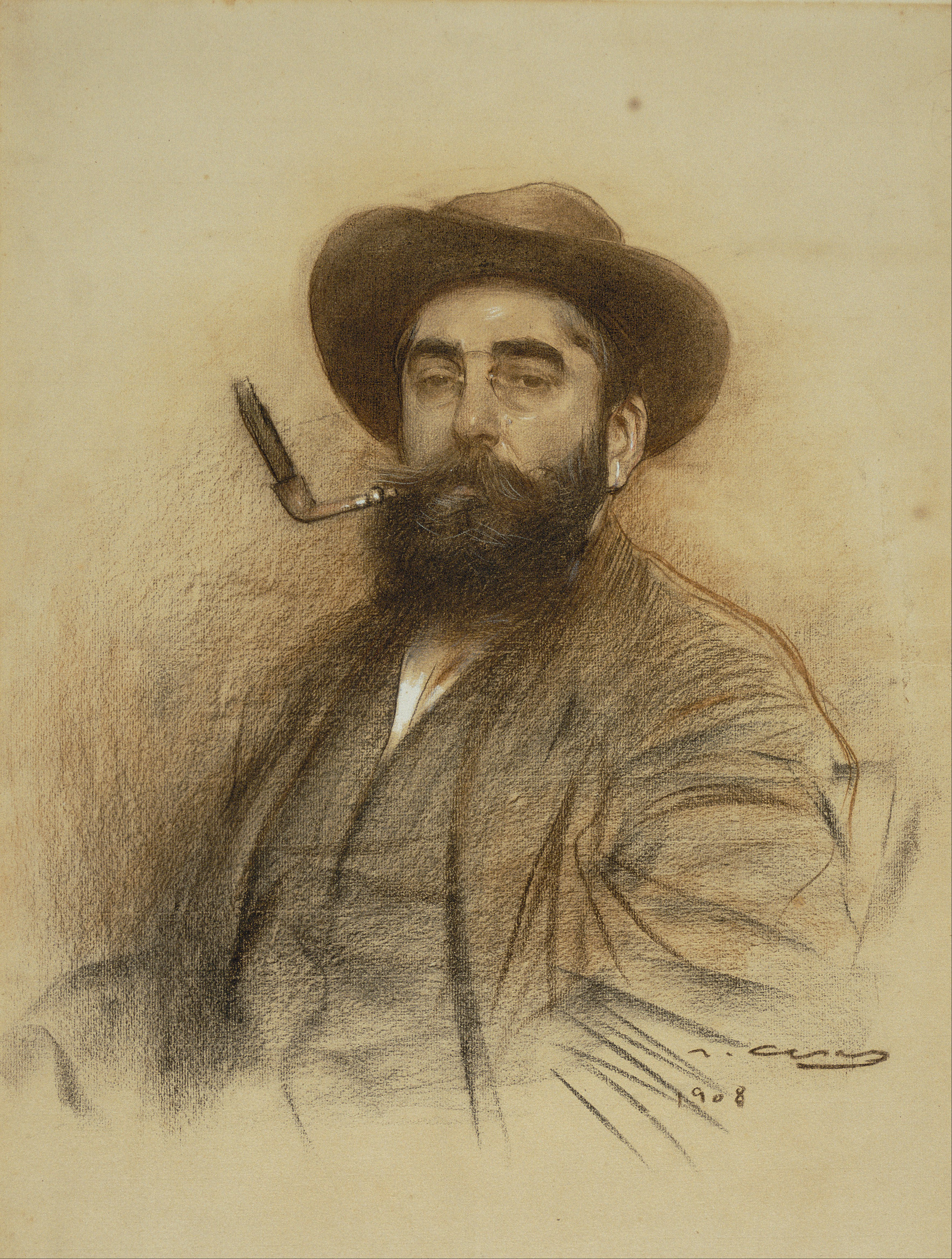
Zelfportret

Ramon Casas i Carbó (Barcelona, 4 januari 1866 – aldaar, 29 februari 1932) was een Catalaans kunstschilder.

## Jeugd
Ramon Casas was afkomstig uit een rijke Catalaanse familie. Al op elfjarige leeftijd toonde hij een talent voor tekenen en kreeg hij les van Joan Vicens, een destijds befaamd portretschilder. Vanaf 1881 werkt hij mee aan het tijdschrift L'Avenç. Op 8 oktober verscheen in het tijdschrift een eerste schets van Ramon Casas van het klooster van Sant Benet in Bages.
In oktober 1881 reisde hij voor het eerst naar Parijs vergezeld door twee neven. Hij vestigde zich in Rue Lourcine en ging teken- en schilderlessen volgen in het atelier van Carolus-Duran, waar hij Eugène Carrière, Maurice Lobre en Pierre Puvis de Chavannes leerde kennen. In 1882 deed hij mee aan een tentoonstelling in de Sala Parés in Barcelona. In 1883 exposeerde hij op de Parijse Salon des Champs Elysées met een zelfportret waarin hij zichzelf had afgebeeld als flamencodanser. Hetzelfde jaar leert hij Santiago Rusiñol kennen met wie hij een hechte vriendschap op zou bouwen.

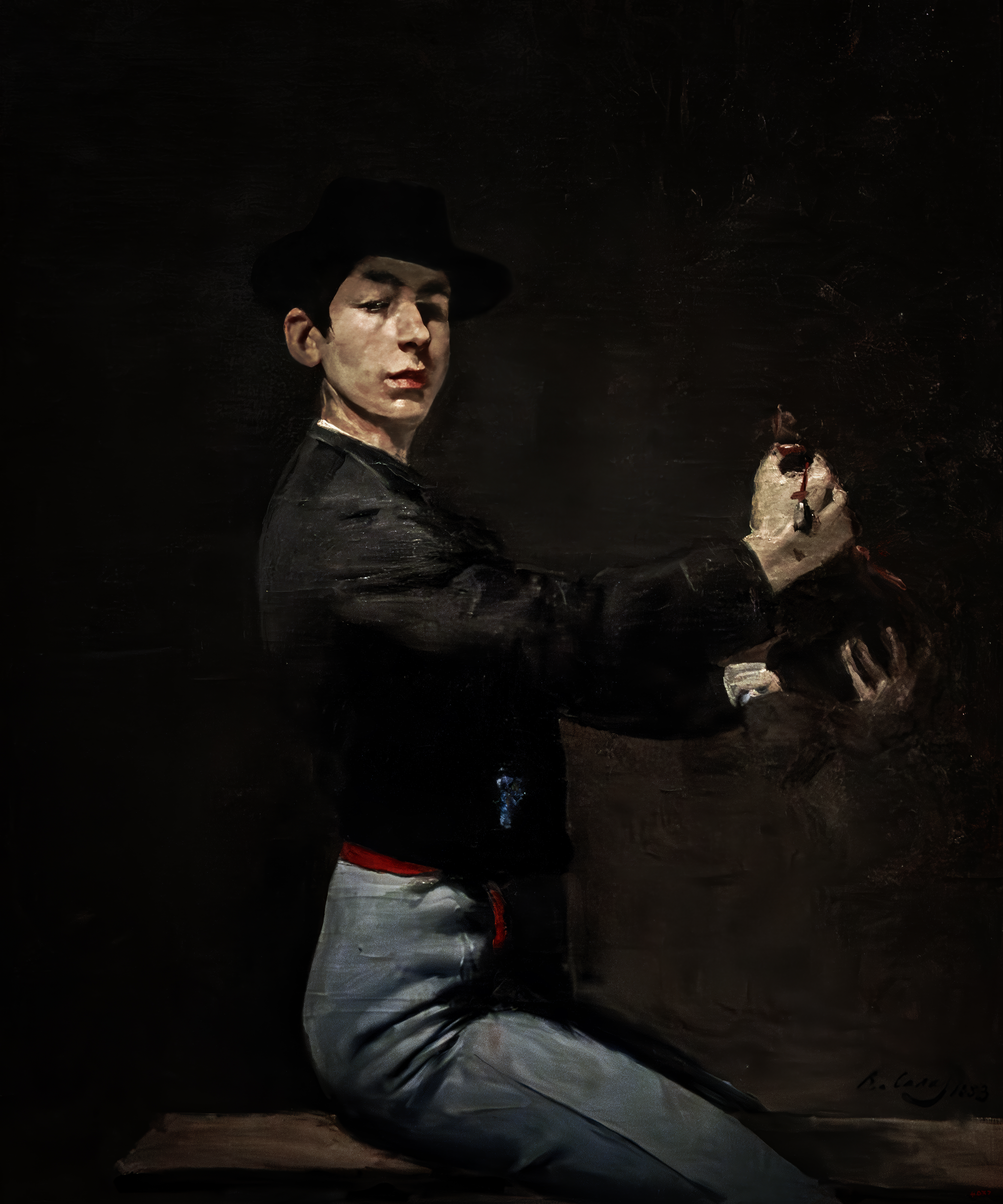
Zelfportret als Flamencodanser, 1883.

In 1885 verhuist hij opnieuw naar Parijs en volgt hij lessen aan de Acadèmie Gervex. Met Santiago Rusiñol, Ramon Canudas en Miquel Utrillo i Morlius deelt hij een woning in de Moulin de la Galette. In deze periode schildert hij werken als Plein Air en Bal du Moulin de la Galette, waarin invloeden van Toulouse-Lautrec, Steinlen en Forain te herkennen zijn.

## Barcelona, Els Quatre Gats, art nouveau, modernisme
Vanaf 1889 exposeert hij jaarlijks in de Sala Parés. Samen met Miquel Utrillo en anderen richt hij Els Quatre Gats op, naar voorbeeld van het Parijse café Le Chat Noir. De groep kunstenaars organiseerden tertulias en tentoonstellingen. Casas maakte voor het café posters in art-nouveaustijl. De kunstenaars van Els Quatre Gats, Ramon Casas, Santiago Rusiñol, Miquel Utrillo en beeldhouwer Julio González zouden later worden gerekend tot de belangrijkste vertegenwoordigers van het Catalaans modernisme.
Waarschijnlijk leerde hij hier zijn mecenas William Deering en diens zoon Charles Deering kennen. In 1898 kwam voor het eerst het gelijknamige tijdschrift Els Quatre Gats uit, een jaar later gevolgd door het tijdschrift Pèl & Ploma.

## Groeiende bekendheid

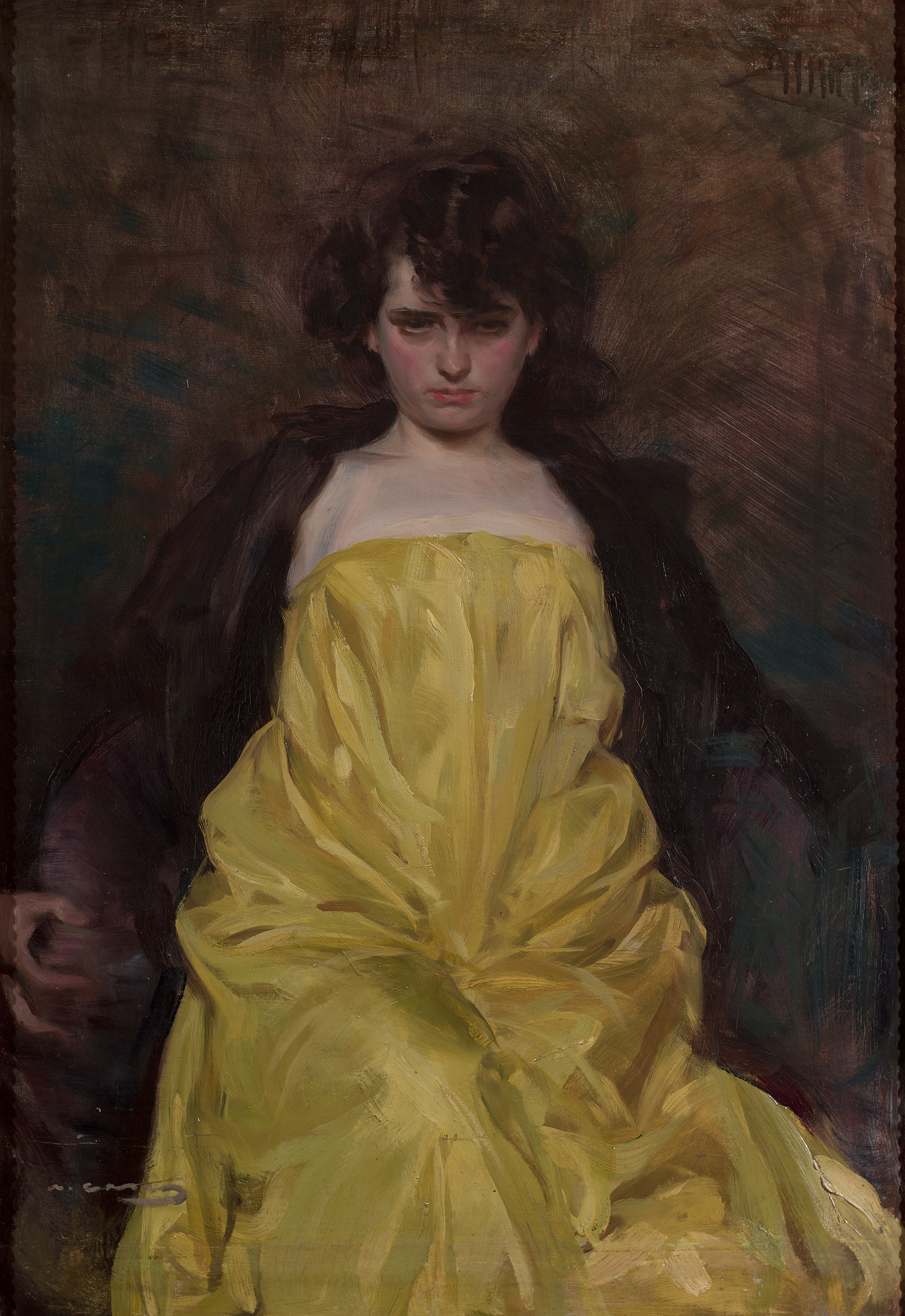
portret van Júlia Peraire

In 1900 exposeerde hij op de wereldtentoonstelling in Parijs met twee doeken, een portret van Erik Satie uit 1891 en een portret van zijn zus Elisa. Een doek getiteld Garrote Vi uit 1894, voorstellende een executie, won een belangrijke prijs in München in 1901. In 1903 werd hij volledig Societaire van de Salon du Champ de Mars in Paris, waarmee hij het recht kreeg om zijn werk jaarlijks tentoon te stellen.
In Barcelona leerde hij Júlia Peraire kennen, een schildersmodel. Júlia was tweeëntwintig jaar jonger. De familie van Casas keurde de relatie af en het stel trouwde pas in 1922.
De moeder van Casas kocht in 1907 het klooster van Sant Benet de Bages en huurde de architect Josep Puig i Cadafalch om het te restaureren. Casas maakte vervolgens veel schilderijen en tekeningen van het klooster. Toen zijn moeder vijf jaar later overleed erfde hij het.
Op uitnodiging van Charles Deering reisde Casas naar Cuba en de Verenigde Staten. Gedurende zijn verblijf schilderde hij een dozijn olieverfportretten en ongeveer dertig houtskooltekeningen van vrienden en kennissen van Deering.
In april 1909 hield hij tentoonstellingen in Barcelona en Madrid. In de galerie Fayanç Català in Barcelona waren tweehonderd van zijn houtskoolschetsen te zien. Later schonk hij deze aan het Museo de Barcelona.
In 1916 kocht Charles Deering het kasteel van Tamarit en Casas nam de leiding van de restauratie op zich. Ook kocht Deering in Sitges de villa Can Xicarrons. Vanaf 1921 tot 1931 hielden Casas, Rusiñol, en Claarasó gezamenlijke tentoonstellingen in de Sala Parés in Barcelona.
In 1922 trouwde hij met Júlia Peraire en in 1924 reisde zij mee naar de Verenigde Staten waar hij opnieuw portretten tekende en schilderde.
In de jaren twintig van de 20e eeuw hoorde Casas niet meer tot de avant-garde. Zijn schilderstijl lijkt hoe langer hoe meer op dat van een academisch kunstenaar van voor 1890. Op het moment van zijn sterven werd hij gerekend tot de kunstenaars van het verleden.

## Galerij

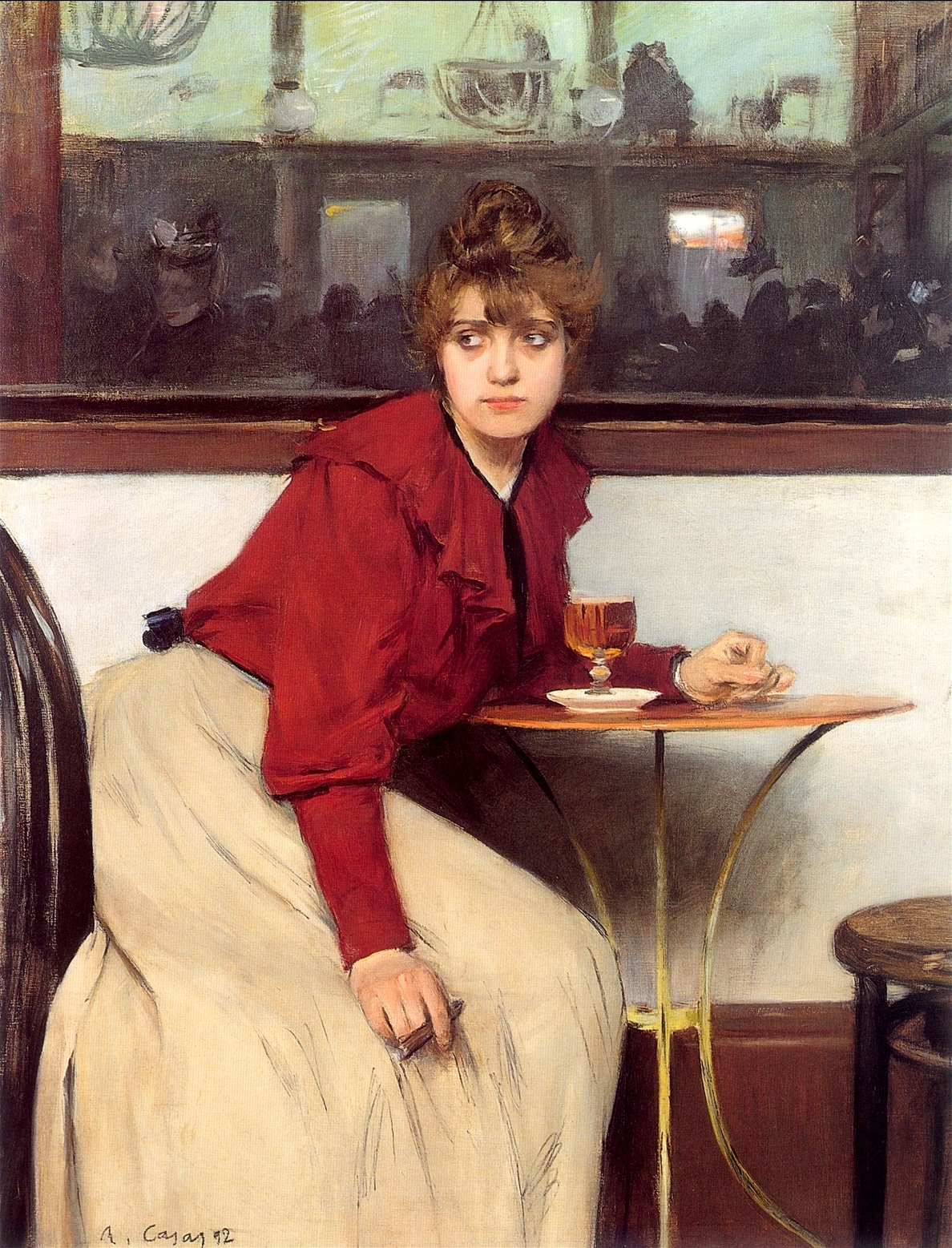
Madeleine - Au Moulin de la Galette, 1891/92
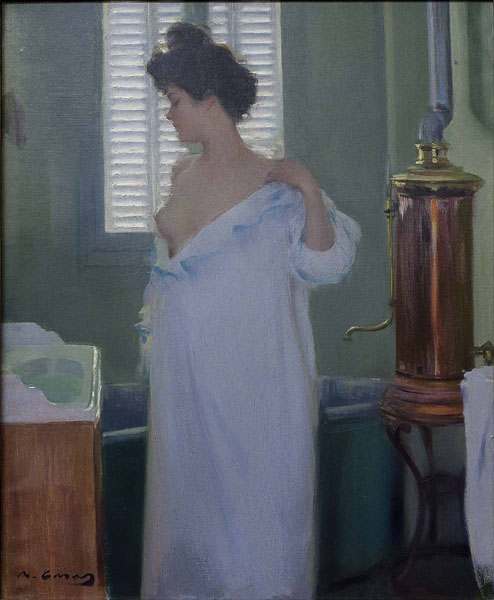
Vóór het nemen van een bad, 1894
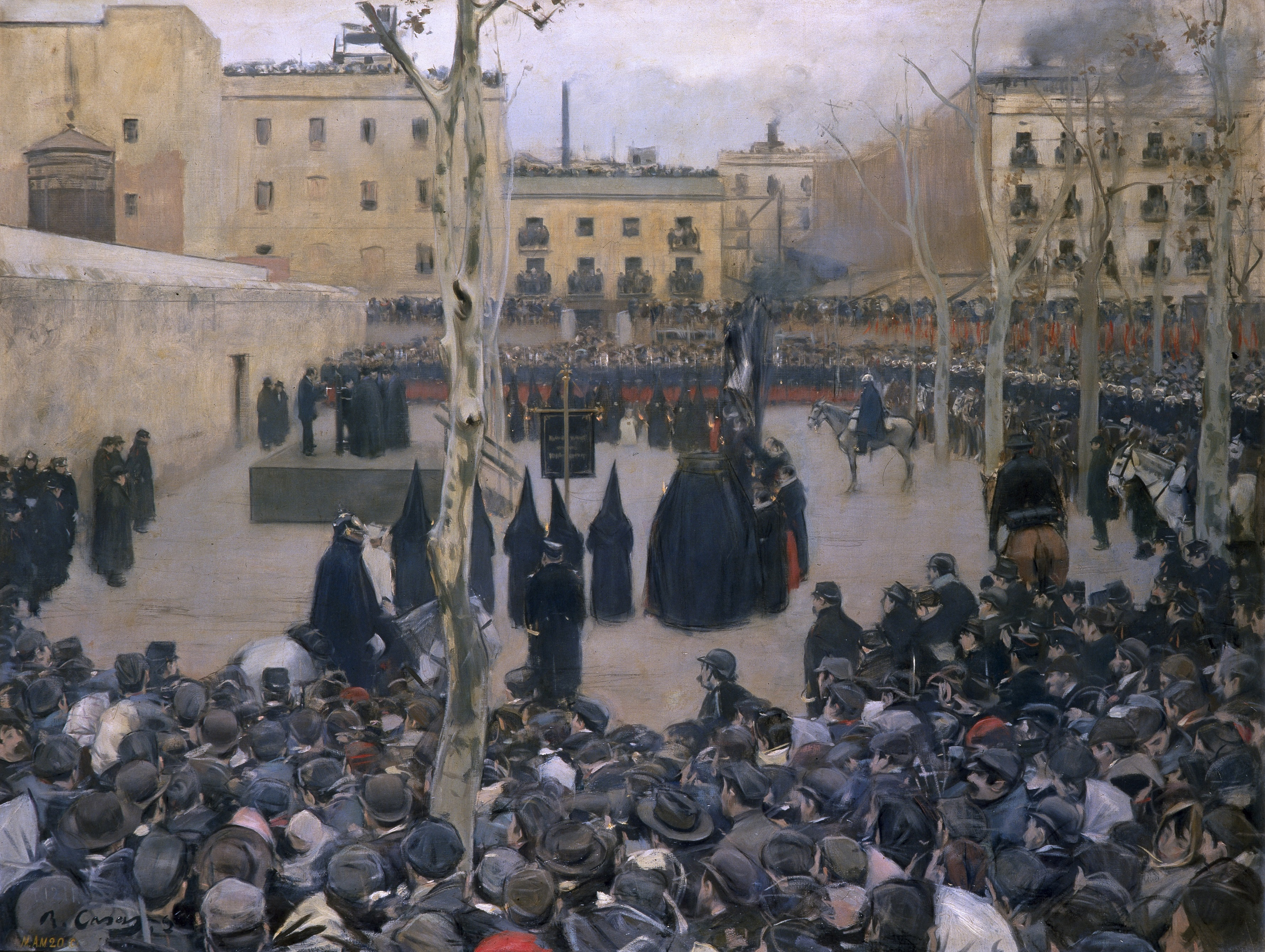
Garrot Vil, 1894
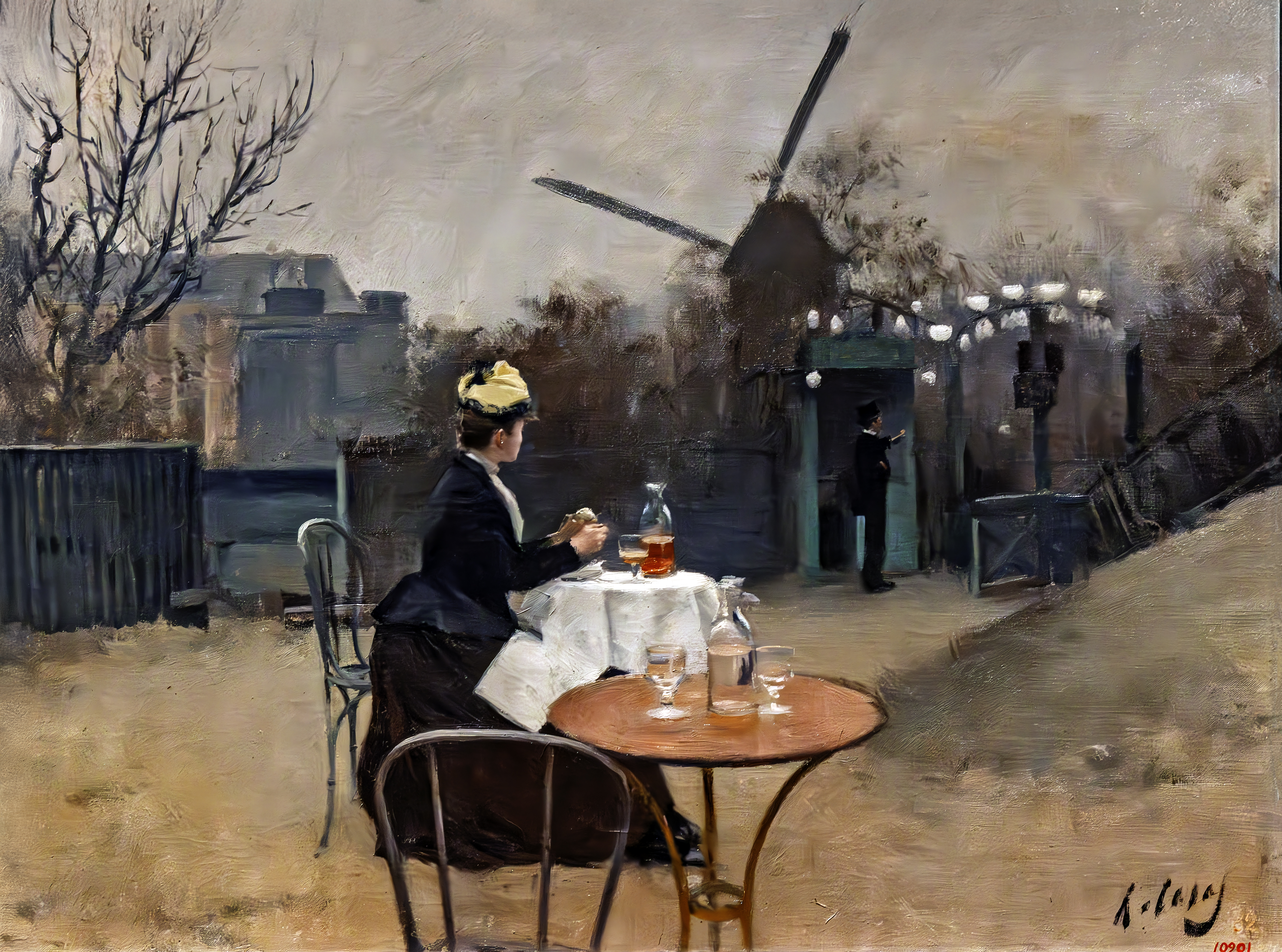
Open lucht, Parijs 1890
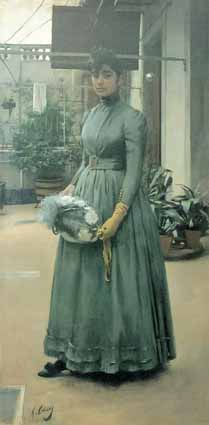
Portret van Elisa Casas
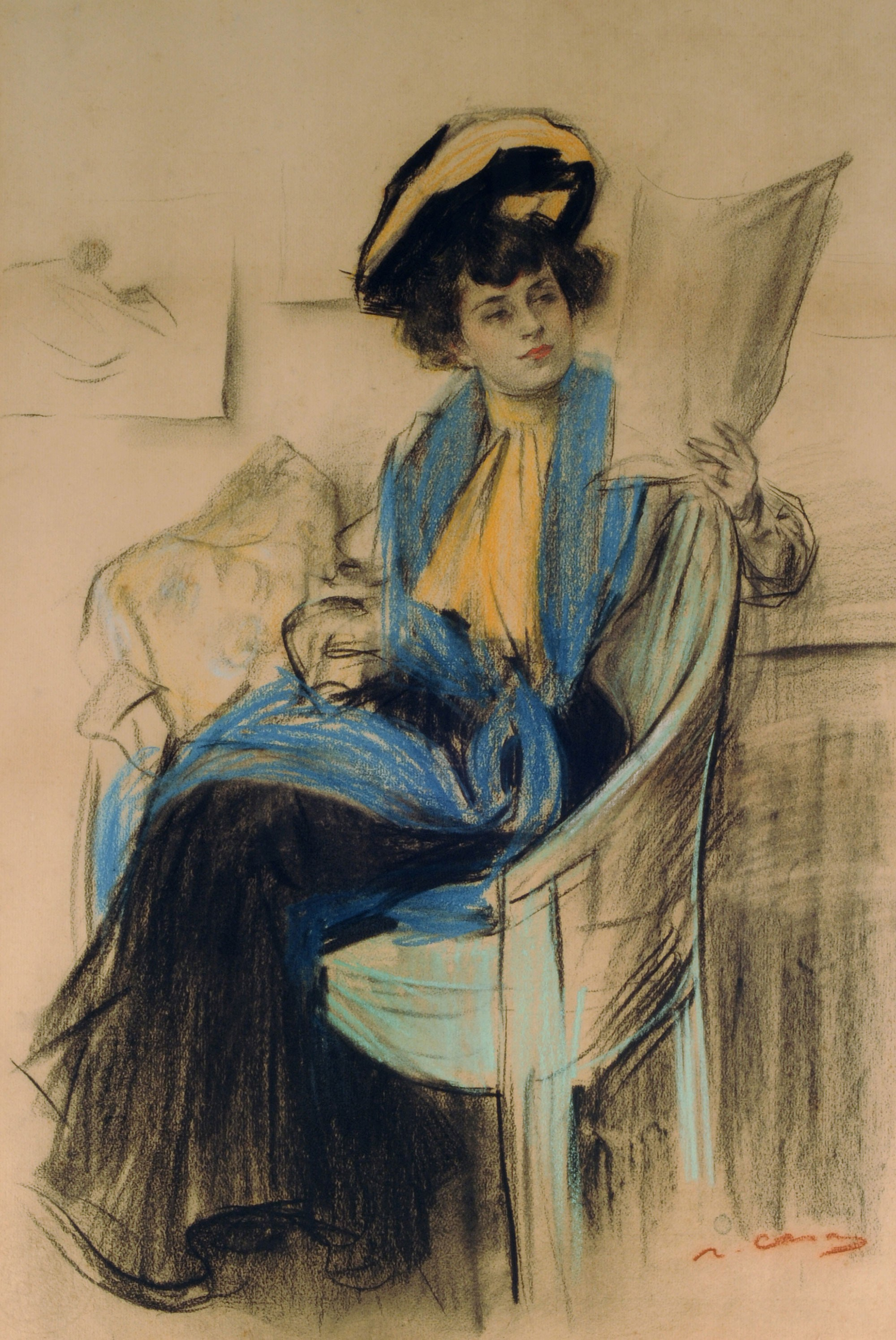
Mademoiselle Clo-Clo
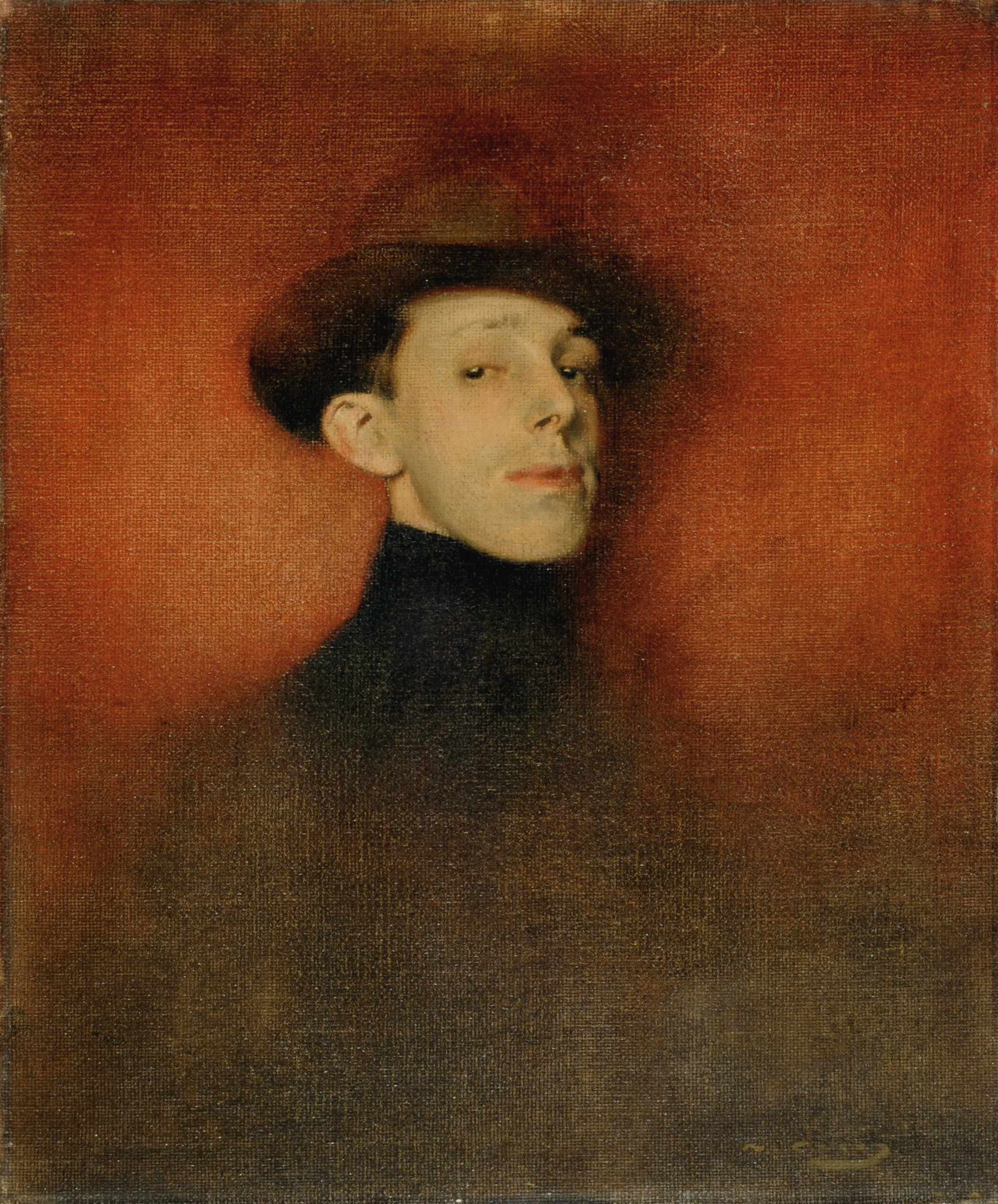
Alfonso XIII

- Biblioteca Nacional de España: XX858350
- Bibliothèque nationale de France: cb12233691x (data)
- Catàleg d'autoritats de noms i títols de Catalunya: 981058518499806706
- Gemeinsame Normdatei: 118872486
- International Standard Name Identifier: 0000 0001 0909 8436
- Library of Congress Control Number: n81055440
- MusicBrainz: 13ff1268-66df-4714-b4be-34f4c88b56af
- National Gallery of Victoria: 15172
- Nationale Bibliotheek van Israël: 987007275520705171
- RKD-Nederlands Instituut voor Kunstgeschiedenis: 15721
- SNAC: w696088k
- Système universitaire de documentation: 031042430
- Union List of Artist Names: 500030915
- Virtual International Authority File: 64805264
- WorldCat: E39PBJtxhtMMHrC6vJcPGjgHYP